# Prusac
Prusac är en ort i Bosnien och Hercegovina.   Den ligger i entiteten Federationen Bosnien och Hercegovina, i den centrala delen av landet, 80 km väster om huvudstaden Sarajevo. Prusac ligger 662 meter över havet och antalet invånare är 1 353.
Terrängen runt Prusac är huvudsakligen kuperad, men åt sydost är den platt. Närmaste större samhälle är Bugojno, 7,1 km sydost om Prusac. 
Omgivningarna runt Prusac är en mosaik av jordbruksmark och naturlig växtlighet. Runt Prusac är det ganska tätbefolkat, med 93 invånare per kvadratkilometer.